# Jaded Heart
Jaded Heart är ett tysk-svenskt band som spelar hårdrock och melodisk metal. Bandet bildades 1994 i Duisburg och 2005 anslöt den svenske sångaren Johan Fahlberg till bandet.
Under 2005 turnerade bandet med Helloween.

## Bandmedlemmar
Nuvarande medlemmar
- Johan Fahlberg – sång
- Peter Östros – sång
- Michael Müller – basgitarr
- Bodo Stricker – trummor, percussion
- Masahiro Eto – gitarr

Tidigare medlemmar
- Michael Bormann – sång
- Barish Kepic – gitarr
- Chris Ivo – keyboard
- Henning Wanner – keyboard
- Axel Kruse – slagverk

## Diskografi

### Album[3]
- 1994: Inside Out
- 1996: Slaves and Masters
- 1998: Mystery Eyes
- 1999: IV
- 2002: The Journey Will Never End
- 2004: Trust
- 2005: Helluva Time
- 2007: Sinister Mind
- 2009: Perfect Insanity
- 2012: Common Destiny
- 2013: Live In Cologne (livealbum)
- 2014: Fight The System
- 2016: Guilty By Design
- 2018: Devil's Gift
- 2020: Stand Your Ground
- 2022: Heart Attack

### Samlingsalbum[3]
- 2001: Diary 1990-2000